# Zelenkoa
Zelenkoa é um género botânico pertencente à família das orquídeas (Orchidaceae).